# Lista de vereadores de Armação dos Búzios
Esta é a lista de vereadores de Armação dos Búzios, município brasileiro do estado do Rio de Janeiro.
A Câmara Municipal de Armação dos Búzios, é formada por nove representantes.

## 7ª Legislatura (2021–2024)
Estes são os vereadores eleitos nas eleições de 15 de novembro de 2020, pelo período de 1° de janeiro de 2021 a 31 de dezembro de 2024:
| Mesa Diretora (2021-2022)             |                       |                        |                           |
| Nome                                  | Início do mandato     | Fim do mandato         | Cargo                     |
| Rafael Aguiar Pereira de Souza (Rep.) | 1º de janeiro de 2021 | 31 de dezembro de 2022 | Presidente da Câmara      |
| Josué Pereira dos Santos (PRTB)       | 1º de janeiro de 2021 | 31 de dezembro de 2022 | Vice-presidente da Câmara |
| Victor de Almeida dos Santos (Rep.)   | 1º de janeiro de 2021 | 31 de dezembro de 2022 | 1º Secretário             |
| Nilton Cesar Alves de Almeida (PROS)  | 1º de janeiro de 2021 | 31 de dezembro de 2022 | 2º Secretário             |

|   | Nome                                                                       | Partido                                         | Votos | %    | Observações |
| - | -------------------------------------------------------------------------- | ----------------------------------------------- | ----- | ---- | ----------- |
| 1 | Rafael Aguiar Pereira de Souza (2021-2022) (Rio de Janeiro, 03.09.1989–)   | REPUBLICANOS                                    | 1.277 | 5,81 | 1º mandato  |
| 2 | Josué Pereira dos Santos (Cabo Frio, 06.02.1977–)                          | Partido Renovador Trabalhista Brasileiro (PRTB) | 792   | 3,60 | 2º mandato  |
| 3 | Lorram Gomes da Silveira (Cabo Frio, 22.07.1974–)                          | Partido Renovador Trabalhista Brasileiro (PRTB) | 645   | 2,94 | 1º mandato  |
| 4 | João Carlos Souza dos Anjos, Dom de Búzios (Cabo Frio, 03.11.1970–)        | Partido Republicano da Ordem Social (PROS)      | 616   | 2,80 | 2º mandato  |
| 5 | Nilton Cesar Alves de Almeida, Niltinho de Beloca (Cabo Frio, 28.03.1972–) | Partido Republicano da Ordem Social (PROS)      | 594   | 2,70 | 2º mandato  |
| 6 | Gelmires da Costa Gomes Filho, Gugu de Nair (Cabo Frio, 09.08.1979–)       | Democratas (DEM)                                | 475   | 2,16 | 1º mandato  |
| 7 | Victor de Almeida dos Santos (Campos dos Goytacazes, 30.01.1978–)          | REPUBLICANOS                                    | 443   | 2,02 | 1º mandato  |
| 8 | Aurélio Barros Areas (Campos dos Goytacazes, 15.01.1972–)                  | Patriota (PATRI)                                | 440   | 2,00 | 1º mandato  |
| 9 | Raphael Braga Areas (Armação dos Búzios, 18.09.1988–)                      | Democratas (DEM)                                | 434   | 1,98 | 1º mandato  |

## 6ª Legislatura (2017–2020)
Estes são os vereadores eleitos nas eleições de 2 de outubro de 2016, pelo período de 1° de janeiro de 2017 a 31 de dezembro de 2020:
|   | Nome                                                                     | Partido                                            | Votos | %    | Observações |
| - | ------------------------------------------------------------------------ | -------------------------------------------------- | ----- | ---- | ----------- |
| 1 | Adiel da Silva Vieira, Dida Gabarito (Rio de Janeiro, 11.02.1970–)       | Democratas (DEM)                                   | 820   | 4,10 | 1º mandato  |
| 2 | Miguel Pereira de Souza (Minas Gerais, 29.09.1957–)                      | Partido do Movimento Democrático Brasileiro (PMDB) | 811   | 4,06 | 1º mandato  |
| 3 | João Carlos Souza dos Anjos, Dom (Cabo Frio, 03.11.1970–)                | Partido Ecológico Nacional (PEN)                   | 648   | 3,24 | 1º mandato  |
| 4 | Joice Lúcia Costa dos Santos Salme (2019-2020) (Cabo Frio, 31.10.1976–)  | Partido Progressista (PP)                          | 647   | 3,24 | 1º mandato  |
| 5 | Nilton Cesar Alves de Almeida, Niltinho (Cabo Frio, 28.03.1972–)         | Partido do Movimento Democrático Brasileiro (PMDB) | 638   | 3,19 | 1º mandato  |
| 6 | Gladys Pereira Rodrigues Nunes (Rio de Janeiro, 02.09.1969–)             | Partido Republicano Brasileiro (PRB)               | 610   | 3,05 | 1º mandato  |
| 7 | Valmir Martins de Carvalho, Nobre (Rio de Janeiro, 22.02.1956–)          | Partido Republicano Brasileiro (PRB)               | 527   | 2,64 | 1º mandato  |
| 8 | Josué Pereira dos Santos (Cabo Frio, 06.02.1977–)                        | Partido Humanista da Solidariedade (PHS)           | 463   | 2,32 | 1º mandato  |
| 9 | João Carlos Alves de Souza, Cacalho (2017-2018) (Cabo Frio, 14.09.1969–) | Democratas (DEM)                                   | 436   | 2,18 | 1º mandato  |

## Legenda
| Cor  | Significado          |
| Bege | Presidente da Câmara |
| Azul | Suplente             |